# Czarny Jelniak
Czarny Jelniak (lit. Juodegliai) – wieś na Litwie, w okręgu wileńskim, w rejonie wileńskim, w gminie Bezdany. Graniczy z Wilnem.

## Historia
W dwudziestoleciu międzywojennym leżał w Polsce, w województwie wileńskim, w powiecie wileńsko-trockim, w gminie Niemenczyn. W 1931 miejscowość liczyła 11 mieszkańców, zamieszkałych w 4 budynkach.
Po II wojnie światowej w granicach Związku Sowieckiego. Od 1991 na niepodległej Litwie.